# 彭昱暢
彭昱暢（ポン・ユーチャン、1994年10月25日 - ）は、中華人民共和国の俳優。江西省新余市渝水区出身。

## 略歴
2015年、配信ドラマ『太子妃 狂想曲〈ラブソディ〉』に出演し、芸能界デビュー。
2018年、フー・ボー監督の『象は静かに座っている』に主演し、第55回金馬奨最優秀主演男優賞にノミネート。
2019年8月、フォーブス誌「2019フォーブス中国名人榜」に第57位に当選。

## 出演

### 映画
- 閃光少女（2017年7月20日、2018年8月18日公開） - リ・ヨウ（油渣） 役
- 象は静かに座っている 大象席地而坐（2018年、2019年11月2日公開） - ウェイ・フー 役
- ヤンチャな兄 どっか行け 快把我哥帯走（2018年8月17日公開、日本ではAmazonprimeで配信） - シーフン 役
- 回到過去擁抱你（2019年7月25日公開） - 張子揚 役
- 小小的願望（2019年9月12日公開） - 高遠 役
- 愛しの母国 我和我的祖國（2019年9月30日公開） - 遊行青年 役
- 中国女子バレー 奪冠（2020年公開） - 陳忠和（青年時代） 役
- 僕らが空を照らしたあの日 燃野少年的天空（2021年公開） - 老狗 役……2021東京・中国映画週間で上映
- 父に捧ぐ物語 我和我的父辈（2021年公開）
- 人生って、素晴らしい/Viva La Vida 我們一起揺太陽（2024年公開）
- 雲の上の売店 雲辺有個小売部（2024年公開）……2024東京・中国映画週間で上映

### 配信・テレビドラマ
- 太子妃 狂想曲〈ラブソディ〉（2015年12月13日 - 2016年1月15日） - 強公公 役
- 刺客列伝
  - 第1期（2016年8月14日） - 孟章 役
  - 第2期（2017年6月15日） - 孟章 役
- 明星志願（2016年12月16日、iQIYI） - 路風 役
- キミとスプラッシュKiss 〜はじける気持ち〜（2017年）
- 器霊
  - 第1期（2016年） - 莫明 役
  - 第2期（2017年） - 莫明 役
- 深井食堂（2016年） - 小黄 役
- 都挺好（2019年） - 小蒙 役
- テニスの王子様〜奮闘せよ、少年!〜（2019年7月22日 - 9月4日） - 路夏 役
- 未来的秘密（2019年） - 張碩 役
- 瘋犬少年的天空（2020年） - 老狗 役
- リーガル・クイーン（2022年）
- 異人之下 アウトサイダーズ（2023年）

### 中国語吹き替え
- スパイダーマン:スパイダーバース（2018年12月21日公開） - マイルス・モラレス / スパイダーマン 役
- 千と千尋の神隠し（2019年6月21日公開） - カオナシ 役